# Renée Le Calm
Renée Le Calm (* 18. September 1918 in Paris; † 8. Juni 2019 ebenda) war eine französische Schauspielerin.

## Leben
Renée Le Calm wurde als Tochter eines Soldaten und einer Krankenschwester im Pariser Vorort Vanves geboren. Nach ihrer Schulzeit arbeitete sie während des Zweiten Weltkrieges in der Pariser Rue des Taillandiers als Kellnerin und heiratete einen Arbeitskollegen, mit dem sie 1947 einen Sohn bekam. Von 1985 bis 1991 arbeitete sie als Toilettendame in einem Drogeriemarkt im Quartier Saint-Germain-des-Prés.
Ihren ersten Filmauftritt hatte Le Calm 1992 im Alter von fast 74 Jahren als Statistin in einer Pariser Metro in Cédric Klapischs Filmkomödie Kleine Fische, große Fische. Sie spielte in über dreißig Film- und Fernsehproduktionen mit.

## Filmografie (Auswahl)
- 1992: Kleine Fische, große Fische (Riens du tout)
- 1995: Die Schutzengel (Les anges gardiens)
- 1996: … und jeder sucht sein Kätzchen (Chacun cherche son chat)
- 1998: Michael Kael – Live aus Katango (Michael Kael contre la World News Company)
- 2005: Sie sind ein schöner Mann (Je vous trouve très beau)
- 2006: Manche mögen’s reich (Quatre étoiles)
- 2007: Endlich Witwe (Enfin veuve)
- 2008: So ist Paris (Paris)
- 2011: Le chant des sirènes
- 2012: Renée
- 2019: Einsam Zweisam (Deux moi)